# HD 108541
HD 108541 (u Centauri) é uma estrela na constelação de Centaurus. Tem uma magnitude aparente visual de 5,44, sendo visível a olho nu em locais com pouca poluição luminosa. Com base em medições de paralaxe pelo satélite Gaia, está localizada a aproximadamente 440 anos-luz (135 parsecs) da Terra.
u Centauri é uma estrela de classe B da sequência principal com um tipo espectral de B8V. Tem uma massa equivalente a 3,2 vezes a massa solar e está brilhando com 150 vezes a luminosidade solar. Sua fotosfera irradia essa energia a uma temperatura efetiva de 10 690 K, dando à estrela a coloração azul-branca típica de estrelas de classe B. Com uma idade de 175 milhões de anos, é estimado que já tenha passado por 80% do seu tempo de sequência principal. Não possui estrelas companheiras conhecidas.